# Rodsteen
Rodsteen er en uddød dansk uradelsslægt. Slægten førte en trappe af fire røde sten i sølv, på hjelmen to af sølv og rødt vekselvis delte vesselhorn.
Den jyske adelsslægt Rodsteen føres tilbage til Niels Markorsen, hvis søn Jens Nielsen til Lengsholm levede endnu 1512; dennes søn Markor Jensen (nævnt 1486 og 1532) var bedstefader til Markor Jensen (død 1598) til Lengsholm og Tidemandsholm, hvis sønner var Palle Rodsteen (1590-1643) til Lundsgård, der tjente i
Kalmarkrigen, m.m. — fader til oberstløjtnant Markor Rodsteen (1619-1670) til Lundsgård, der 1661 underskrev suverænitetsakten — og Steen Rodsteen (død 1664) til Lerbæk, som under krigen 1644 var kommandant på Læsø, og som var fader til admiral Jens Rodsteen (1633-1706) til Rodsteenseje (Hovedstrup) og til admiral Markor Rodsteen (1625-1681) til Lerbæk og Nørre Elkær; sidstnævnte var fader til stiftamtmand, gehejmeråd, baron Peter Rodsteen (1662-1714) til Lerbæk og Elkær m.m., der 1703 blev optaget i friherrestanden, og til generalløjtnant, kommandant i Rendsborg Christian Rodsteen (død 1728) til Gunderslevholm, der døde som slægtens sidste mand.